# Парахор
Парахор — комплексное физико-химическое свойство вещества, связывающее поверхностное натяжение жидкости с плотностью жидкости и пара.
| Элемент | Π    | Элемент | Π    | Элемент | Π    |
| ------- | ---- | ------- | ---- | ------- | ---- |
| Al      | 1,07 | I       | 1,76 | S       | 1,19 |
| As      | 1,46 | Ir      | 1,51 | Se      | 1,37 |
| B       | 0,89 | Mn      | 1,46 | Sb      | 1,72 |
| Bi      | 1,96 | N       | 0,75 | Si      | 1,25 |
| Br      | 1,35 | Nb      | 1,58 | Sn      | 1,71 |
| C       | 0,89 | Np      | 1,83 | Ta      | 1,60 |
| Cd      | 1,46 | O       | 0,64 | Tc      | 1,57 |
| Cl      | 1,10 | Os      | 1,60 | Te      | 1,73 |
| Cr      | 1,42 | P       | 1,24 | Ti      | 1,60 |
| F       | 0,60 | Pb      | 1,96 | U       | 1,90 |
| Ga      | 1,21 | Po      | 1,81 | V       | 1,55 |
| Ge      | 1,44 | Pt      | 1,67 | W       | 1,56 |
| H       | 0,47 | Pu      | 1,80 | Xe      | 1,64 |
| Hg      | 1,49 | Re      | 1,60 | Zn      | 1,16 |

## Определение
Изначально парахор рассматривался как полуэмпирическая константа, но в последние годы его физический смысл и многие особенности были обоснованы в рамках теории межмолекулярного взаимодействия и модели анизотропной поверхности жидкости (,, ссылки даны по ).
Введение понятия парахора связано с попытками найти такие свойства атомов и химических связей, которые были бы аддитивными, то есть величина такого свойства для молекулы являлась бы суммой соответствующих величин для атомов и химических связей. Предположение, что такой величиной мог бы являться молекулярный объём (то есть он мог бы быть выражен как сумма атомных объёмов), не всегда подтверждалось опытом. В 1924 году Сэмюэль Сегден попытался объяснить это тем, что недостаток аддитивности здесь связан с некоторым неодинаковым для различных веществ «внутренним давлением», действующим на молекулы и проявляющимся в явлениях поверхностного натяжения. В качестве «более аддитивной» альтернативы собственно молекулярному или атомному объёму он предложил парахор, как молекулярный или атомный объём, измеренный при постоянном значении поверхностного натяжения, то есть при стандартном внутреннем давлении.
Парахор может быть рассчитан по формуле:
{\displaystyle \Pi ={\frac {M\sigma ^{\tfrac {1}{4}}}{\rho ^{liq}-\rho ^{vap}}}}
где М — молярная масса, г/моль
{\displaystyle \sigma } — поверхностное натяжение, мДж/м²
{\displaystyle \rho ^{liq}} — плотность жидкости, г/см³
{\displaystyle \rho ^{vap}} — плотность пара, г/см³. Если температура не выше температуры кипения, плотностью пара можно пренебречь.
Величина парахора практически не зависит от температуры в весьма широких пределах.
Парахор — конститутивная величина; парахор соединения может быть определен по его структурной формуле — исходя из количества атомов, групп, связей и т. п. В некоторых случаях (в зависимости от метода расчета и требуемой точности) может быть достаточно минимума сведений о соединении, что особенно важно при оценке свойств малоизученных веществ.
Парахор в качестве параметра входит во многие уравнения, описывающие свойства жидкости и газа, может быть использован для прогнозирования свойств веществ, для установления структуры органических соединений.

### Методы расчета парахора
При расчете парахора методом Сегдена и методом Квейла используются табличные данные о доле парахора для различных атомов, групп, связей молекулы и её структурных особенностей (в методе Квейла используется несколько более подробная таблица). Расчетная формула:
{\displaystyle \Pi _{sum}=\sum _{i}n_{i}\Pi _{(i)}}
где {\displaystyle n_{i}} — число атомов, связей и т. п. определенного типа а {\displaystyle \Pi _{(i)}} — соответствующая табличная доля парахора.
Отметим, что одной стехиометрической формуле могут соответствовать несколько структурных, что для малоизученных соединений может привести к некорректному расчету парахора методом Сегдена. В то же время, определив парахор экспериментальным путём, можно оценить, расчет по какой структурной формуле дает более точное его значение, то есть какая формула в большей степени соответствует действительности.
Расчет методом Мак-Гоуэна требует меньшего количества информации о структуре соединения, достаточно знать лишь общее число связей. Расчетная формула:
{\displaystyle \Pi (A_{q}B_{r})=q\Pi (A)+r\Pi (B)-0,338l}
где l — число связей в молекуле.
Атомные доли парахора элементов для расчета по методу Мак-Гоуэна представлены в таблице (по данным).
Погрешность расчета парахора аддитивным методом составляет ±1,5 — ±4,0 % в зависимости от полярности вещества; для веществ с заметной полярностью она может достигать ±10 %.
Для многих элементов атомные доли парахора неизвестны. В таком случае величина парахора может быть предсказана без использования аддитивных методов, по различным данным — температуре кипения и молярному объёму жидкости в точке кипения, критической температуре вещества и т. п.